# Eugen Schauman

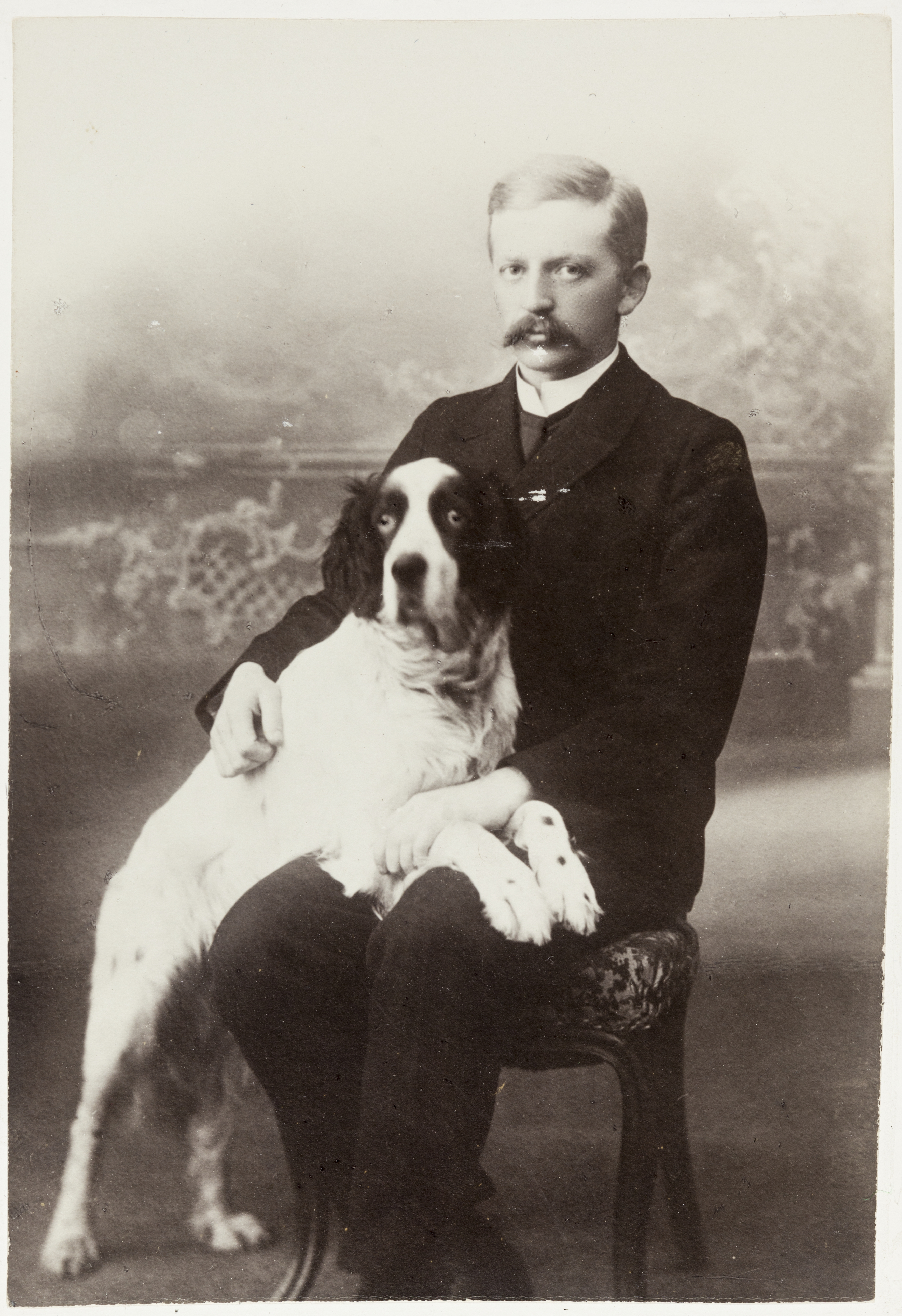
Eugen Schauman

Eugen Schauman (* 10. Mai 1875 in Charkiw, damals Russland; † 16. Juni 1904 in Helsinki) war ein finnischer Nationalist. Er erschoss im Senat den zaristischen Generalgouverneur Finnlands, Nikolai Iwanowitsch Bobrikow, bevor er sich selbst das Leben nahm.

## Frühe Jahre
Eugen Schaumans Eltern, der Generalleutnant und Geheimrat Fredrik Waldemar Schauman (1844–1911) und seine Frau Elin Maria (1850–1884), waren Finnlandschweden. 1873 wurde Eugens Bruder Rafael geboren, 1877 seine Schwester, die Künstlerin Sigrid Schauman. Eugen Schaumans Vater musste wegen seines militärischen Diensts oft innerhalb Russlands umziehen, so dass der Junge seit seiner Kindheit eine Sehnsucht an die finnische Heimat der Eltern entwickelte. Schon früh wurde Eugen Schauman wohl Anhänger der finnischen Nationalisten, die sich gegen die durch Zar Nikolaus II. begonnene Russifizierung Finnlands wandten.
1878 zog der Vater im Rang eines Obersten der russischen Armee mit der Familie nach Polen. 1885 wurde Waldemar Schauman Referent des russischen Verteidigungsministers in finnischen Angelegenheiten. 1888 übernahm er einen Posten beim Generalstab in Finnland und wurde anschließend Mitglied der Wirtschaftskammer des finnischen Senats in Helsinki. Eugen Schauman fand schließlich auch selbst Anstellung als Hilfskämmerer im finnischen Senat.
1900 wurde sein Vater Waldemar Schauman aus dem Senat entlassen, als er sich offen gegen das Sprachenmanifest des Zaren wandte, der Russisch zum Pflichtfach in allen finnischen Schulen machte. Die Entlassung hatte starke Wirkung auf Eugen.

## Finnischer Nationalismus
Eugen Schauman engagierte sich in der Folgezeit immer mehr in finnisch-nationalistischen Kreisen. Er nahm an Versammlungen am Denkmal für den patriotischen Dichter Johan Ludvig Runeberg teil und unterstützte anti-russische Schriften. Mit befreundeten Studenten und Gesinnungsgenossen sprach er immer öfter über ein Ende des passiven Widerstands und den Beginn eines finnischen Volksaufstands gegen die zaristischen Maßnahmen.

## Ermordung Bobrikows
Wahrscheinlich fasste Eugen Schauman bereits 1902 den Plan, durch einen spektakulären Mord Aufmerksamkeit für die finnische Sache zu erreichen. Im Senatsgebäude in Helsinki erschoss er am 16. Juni 1904 mit drei Schüssen den in der finnischen Bevölkerung verhassten russischen Generalgouverneur Nikolai Bobrikow, bevor er sich selbst mit zwei Schüssen tötete. Eugen Schauman war sofort tot, Bobrikow starb einen Tag später nach einer Notoperation im Krankenhaus in Helsinki.
Schauman hinterließ einen Abschiedsbrief, in dem er seine Tat ausführlich begründet. Er richtete diesen Brief direkt an den russischen Zaren. Mit der Ermordung Bobrikows wolle er das Augenmerk auf die Unterdrückung des finnischen Volkes, aber auch auf das Unrecht gegen Polen und das Baltikum lenken. Er betonte, dass er als Einzeltäter gehandelt habe.

## Wirkung

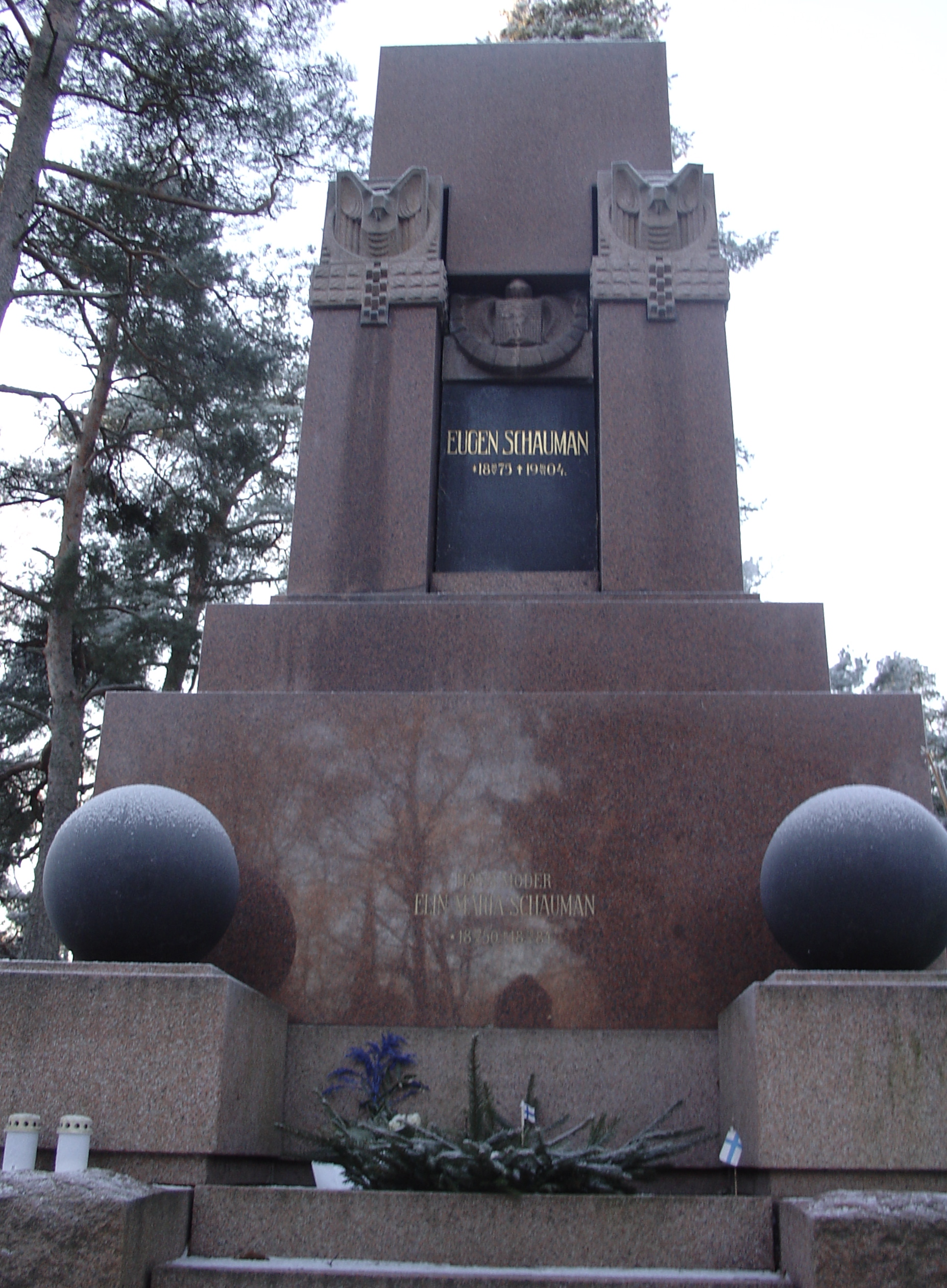
Grabmal für Eugen Schauman auf dem Friedhof von Porvoo (Foto von 2005)

Eugen Schauman wurde zunächst in einem Massengrab beigesetzt. 1906 wurden die sterblichen Überreste in das Familiengrab nach Porvoo überführt.
Schauman wurde damals zum Helden der finnischen Nationalisten. Bereits ein Jahr nach der Ermordung Bobrikows sah sich Nikolaus II. zu Zugeständnissen an finnische Forderungen gezwungen. Bis weit in die Mitte des 20. Jahrhunderts hinein wurde er in Finnland verehrt.
Heute ist die Tat Eugen Schaumans umstritten. Ministerpräsident Matti Vanhanen verurteilte den Mord 2004 als nicht zu legitimierenden terroristischen Akt.